# 張淮 (正德順天進士)
張淮（1479年—？年），字本豫，又字豫卿，義勇前衛（直隸太倉衛）匠籍順天府密雲縣人。

## 生平
二月初九日生，行一，治《書經》，由國子生中式正德二年（1507年）丁卯科順天府鄉試第三十九名舉人，年三十九歲中式正德十二年（1517年）丁丑科會試第二百八十二名，第二甲第七十八名進士。都察院观政，授汝寧府推官，升徐州知州，升南京刑部员外郎，卒于官。

## 家族
曾祖張貴；祖張福海；父張永；前母吳氏；母何氏。慈侍下。弟张沂。